# Фёдоров, Виктор Александрович
Виктор Александрович Фёдоров (2 января 1944, Псков, РСФСР — 7 марта 2014, Санкт-Петербург, Российская Федерация) — советский и российский тренер по хоккею, заслуженный тренер России.

## Биография
Окончил институт физкультуры в городе Великие Луки и институт физкультуры в Минске. Играл в чемпионатах Псковской области и в хоккей и в футбол. Выступал на позиции нападающего за футбольную команду мастеров «Машиностроитель» (Псков) (1971—1974) во второй лиге чемпионата СССР, забил 3 гола. Во время обучения в Минске выступал за хоккейную команду СКИФ (Минск).
Более десяти лет работал председателем спортивного клуба «Апатит-строй» в Мурманской области, а затем там же тренером хоккейной детской спортивной школы, был первым тренером своего сына, двукратного призёра зимних Олимпийских игр в Нагано (1998) и Солт-Лейк-Сити (2002) Сергея Фёдорова. Затем тренировал команды игроков 1986 года рождения в Северной Америке, с которыми добивался победы на «Кубке Третьяка». Был одним из тренеров сборной хоккейных звезд России во время турне команды по России в 1994 г.